# Sagar
För andra betydelser, se Sagar (olika betydelser).
Sagar är en stad i den indiska delstaten Madhya Pradesh och är centralort i ett distrikt med samma namn. Folkmängden uppgick till cirka 275 000 invånare vid folkräkningen 2011. Storstadsområdet beräknades ha cirka 420 000 invånare 2018. Sagar breder ut sig runt en liten sjö, Lakha Banjara (även känd som Sagarsjön).